# Otočić Golac (ö i Kroatien, lat 44,19, long 14,85)
Otočić Golac är en ö i Kroatien.   Den ligger i länet Zadars län, i den södra delen av landet, 200 km söder om huvudstaden Zagreb.
Terrängen på Otočić Golac är platt. Öns högsta punkt är 17 meter över havet. 